# Vlado Bučkovski
Vlado Bučkovski, makedonsky Владо Бучковски (* 2. prosince 1962) je severomakedonský politik. V letech 2004–2006 byl premiérem Severní Makedonie. V roce 2001 a znovu v letech 2002–2004 byl severomakedonským ministrem obrany. Je představitelem středolevé strany Socijaldemokratski Sojuz na Makedonija.